# Rima
Rima é uma homofonia externa, em um sentido antigo, na tradição literária de língua portuguesa, constante da repetição da última vogal tônica do verso e dos fonemas que eventualmente a seguem. No entanto, a rima pode ser classificada segundo sua Posição no Verso, sua Posição na Estrofe, a sua Sonoridade, a Tonicidade e ainda o seu Valor, podendo-se rimar, pouco usualmente, consoantes, e, na tradição de língua inglesa, sílabas átonas. Ou seja, o uso e o conceito usual de rima pode variar de uma língua para outra. Existem ainda outras possibilidades de rima usadas ao longo da história.
As rimas surgiram nos hinos ambrosianos, no Hinário da Igreja Católica. Porém, o recurso só começou a ser estudado a partir do século XX, através dos estudos dos formalistas russos como, por exemplo, Roman Jokobson.

## Classificação usual das rimas na tradição da Língua Portuguesa

### Posição no verso
- Externa - Quando a rima aparece ao final do verso. É o tipo mais comum de rima.
- Interna - Quando a semelhança fonética aparece no interior do verso.

| “ | Lembranças, que lembrais meu bem passado Para que sinta mais o mal presente Deixai-me se quereis viver contente Não me deixeis morrer neste estado | ” |

### Posição na estrofe
- Cruzada ou alternada: O primeiro verso rima com o terceiro, e o segundo com o quarto .

| “ | Minha desgraça, não, não é ser poeta, Nem na terra de amor não ter um eco, É meu anjo de Deus, o meu planeta Tratar-me como trata-se um boneco | ” |

- Interpolada ou intercalada: Frequentemente usada em sonetos, o primeiro verso rima com o quarto, e o segundo com o terceiro .

| “ | Eu, filho do carbono e do amoníaco, Monstro de escuridão e rutilância, Sofro, desde a epigênese da infância, A influência má dos signos do zodíaco | ” |

- Emparelhada: O primeiro verso rima com o segundo, e o terceiro com o quarto .

| “ | Aos que me dão lugar no bonde e que conheço não sei de onde, aos que me dizem terno adeus sem que lhes saiba os nomes seus | ” |

- Encadeada ou internas: Quando rimam palavras que estão no fim do verso e no interior do verso seguinte:

| “ | Salve Bandeira do Brasil querida Toda tecida de esperança e luz Pálio sagrado sobre o qual palpita A alma bendita do país da Cruz | ” |

- Misturadas: Não tem ordem determinada entre as rimas.

| “ | A chuva chove mansamente em resende ... como um sono Que tranquilize, pacifique, resserene... A chuva chove mansamente... Que abandono! A chuva é a música de um poema de Verlaine... E vem-me o sonho de uma véspera solene, Em certo paço, já sem data e já sem dono... Véspera triste como a noite, que envenene ...Num velho paço, muito longe, em terra estranha, Com muita névoa pelos ombros da montanha... Paço de imensos corredores espectrais, Onde murmurem, velhos órgãos, árias mortas, Enquanto o vento, estrepitando pelas portas, Revira in-fólios, cancioneiros e missais | ” |

- Versos brancos, soltos ou irregulares/imensuráveis: São os versos que não têm rima

| “ | A rosa com cirrose A anti-rosa atômica Sem cor sem perfume Sem rosa sem nada | ” |

### Categoria gramatical
- Agudas ou masculinas: Quando a rima acontece entre palavras oxítonas ou monossilábicas.
  - Exemplo: Valor/Amor, és/viés
- Graves ou femininas: Quando a rima acontece entre palavras paroxítonas.
  - Exemplo: Santa/planta, mala/sala, toque/choque.
- Esdrúxulas: Quando a rima acontece entre palavras proparoxítonas.
  - Exemplo: Mágico/Trágico, Fábula/tábula.

### Sonoridade
- Perfeitas (consoantes, soantes, totais): Há uma perfeita identidade dos sons finais, assim como uma semelhança entre as últimas vogais e consoantes.
  - Exemplo: Fada/dourada, rosa/formosa, anil/Brasil.
- Imperfeitas (assonantes, toantes, parciais): Quando, ou há identidade apenas entre as vogais finais, não havendo necessariamente identidade entre os sons finais, ou quando a sonoridade é semelhante, mas a grafia das palavras é diferente.
  - Exemplo: Estrela/vela, vertigem/virgem, mais/faz, seis/fez, boca/foca, viu/funil.

### Valores
- Pobres: Quando a rima acontece entre palavras da mesma classe gramatical.
  - Exemplo: Falar/amar, o calor/o sabor, bonito/bendito.
- Ricas: Quando a rima acontece entre palavras de classes gramaticais diferentes.
  - Exemplo: Cantando/bando, mar/navegar, vagos/lagos e quem/tem
- Raras: Quando a rima acontece entre palavras de difícil combinação melódica.
  - Exemplo: Cisne/tisne.
- Preciosas: Rimas entre verbos na forma verbo-pronome com outras palavras.
  - Exemplo: Estrela/tê-la, Tranquilo/segui-lo, Amar/Aramar. rimas alternadas.

## Conceito atual e amplo de rima
No século XX, a partir dos estudos dos formalistas russos, principalmente Roman Jakobson entre estes, surgiram novas definições e classificações para a rima na ciência Linguística.
Além dos linguistas, muitos poetas como Wladimir Maiakovski perceberam a inadequação de alguns antigos conceitos sobre a rima.
Um exemplo clássico é o poema épico inglês antigo Beowulf, que usa a aliteração como forma principal de coesão dos versos entre si. Neste sentido, a aliteração se transformaria em rima.
Um exemplo de versos aliterativos atuais são os seguintes, do poeta W. H. Auden:
| “ | Now the news. Night raids on Five cities. Fires started. Pressure applied by pincer movement In threatening thrust. Third Division Enlarges beachhead. Lucky charm Saves sniper. Sabotage hinted In steel-mill stoppage. . . . | ” |

Observe-se que os versos se dividem por uma pausa, rimando uma consoante ou grupo de consoantes no início (ou próximo dele) de cada uma destas duas divisões. Neste caso vemos uma rima que não é feita por vogais e não está no fim do verso, não é externa.
Também relevante é o exemplo inquestionável de Emily Dickinson, poeta americana considerada de difícil tradução, posto que ela rimava, muitas vezes, somente as consoantes, não as vogais, nos finais dos versos. Não há diferença de função com a rima tradicional.
No livro "Como fazer versos", traduzido por Boris Schnaiderman, Maiakovski escreveu: “Pode-se rimar o início das linhas, pode-se rimar o fim da primeira linha com o princípio da seguinte. Pode-se rimar o fim da primeira linha e o fim da segunda e, ao mesmo tempo, com a última palavra, da terceira e quarta linhas. Etc. etc., indefinidamente.”
Em vista destas discrepâncias entre a rima tal qual ela é utilizada pelos poetas ao redor do mundo ao longo da história e as suas definições tradicionais é que os linguistas e poetas atuais tem proposto novas classificações e definições para a rima, sem chegar a um consenso.
Não há, no entanto, discordância quanto à função da rima. Mais uma vez, o poeta Maiakovski nos explica: “A rima faz voltar à linha precedente, força a pensar nela, obriga as linhas que formulam um pensamento a terem unidade.” Ou seja, é um mecanismo de coesão do texto poético.

## Referência e bibliografia
- COELHO, Nelly Novaes. Literatura e Linguagem: a obra literária e a expressão linguística, introdução aos cursos de Letras e de Ciências Humanas, Rio de Janeiro, Livraria José Olympio, 1974
- Jatobá, João Felipe Brandão Jatobá (9 de janeiro de 2008). «Elemento Literário Estrutural - Poesia - Rima». Ofício Literário. Consultado em 9 de Janeiro de 2008